# Interstitieel defect

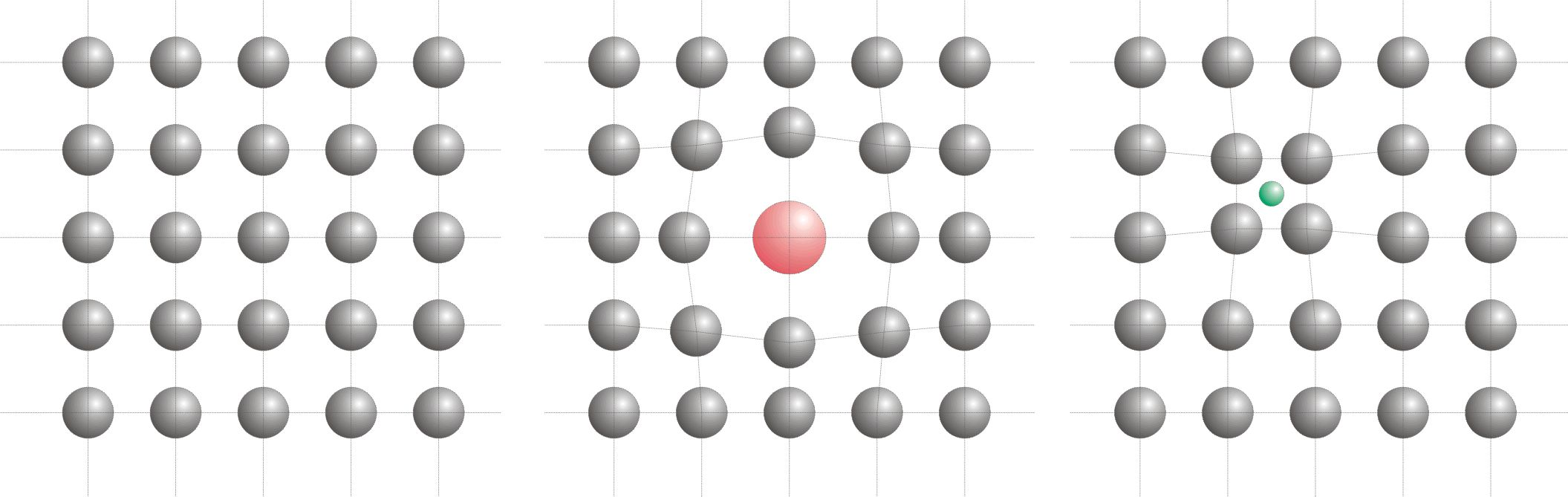
Zuiver kristal (links), substitutie-atoom (midden) en interstitieel atoom (rechts).

Een interstitieel defect of interstitieel atoom is een type puntdefect in een kristalrooster, dat zich in lege holten tussen de atomen van de kristallijne gastheer matrix nestelt. Dit puntdefect-deeltje is een atoom of ion. De interstitiële defecten vormen zich in kristallijne materie, die niet 100% zuiver zijn, zoals legeringen en keramieken.

## Interstitieel defect
Het is een veelgebruikt begrip binnen de materiaalkunde en vastestoffysica. Tijdens het stollingsproces of in een gestolde vaste oplossing kan een deeltje (atoom of ion) die is opgelost in een gastheermatrix zich verplaatsen door middel van diffusie. Op deze manier is het mogelijk dat deze deeltjes zich:
- in de lege interstitiële holten tussen de atomen nestelen, het interstitiele defect, of
- de roosterplaats innemen van een atoom of ion van het gastheermatrix-materiaal, het substitutioneel defect.

Het nestelen van een deeltje in de open holten van het originele "perfecte" rooster, resulteert in een deeltje die daar niet hoort te zitten en wat daarom een defect of fout in het rooster is. Dit staat in tegenstelling tot het substitutioneel defect, waarbij de roosterplaatsen van het kristal niet gelijk blijven en de opgeloste stof een roosterplaats inneemt.

## Interstitiële holte
De positie waar de interstitiële defecten zich kunnen nestelen in een kristalrooster is afhankelijk van de stapeling van de atomen. Het interstitiële defect zal niet een roosterplaats innemen, maar zich tussen de ingenomen roosterplaatsen van de gastheermatrix in nestelen. In de figuren is aangegeven welke plaatsen daarvoor geschikt zijn in de eenheidscel van een kubisch vlakgecentreerd rooster en hoe dit effect eruit zit wanneer deze zich heeft gepositioneerd.

Interstitiële holtes in een kubisch vlakgecentreerd rooster aangegeven met roze en blauw.
Twee interstitiële defecten in het blauw.

## Opgeloste atomen
In het Engels worden de substitutie en interstitiële atomen ook wel solute atoms, oftewel opgeloste atomen, genoemd. Deze naam danken ze aan het feit dat de opgeloste deeltjes (ongewenst) tijdens de smeltfase zijn toegevoegd aan het materiaal of via het oppervlak in het materiaal terecht zijn gekomen, maar in ieder geval al opgelost zijn in de smelt-oplossing of vaste oplossing wanneer deze via diffusie de roosterplaatsen of roosterholtes innemen. Dit kan gebeuren tijdens het primaire productieproces van het materiaal of het product en tijdens een warmtebehandeling of nabewerking. Het oplossen van de interstitiële atomen gaat beter bij hoge temperatuur, omdat de openingen dan groter zijn door uitzetting van het materiaal en de diffusiesnelheid wordt vergroot.

## Toepassing
Een interstitieel defect heeft niet per definitie een negatief effect op de materiaaleigenschappen, ook al zal de naam defect of fout dat wel kunnen suggereren. Om een stof interstitieel op te lossen, moeten de opgeloste atomen klein zijn ten opzichte van de gastheermatrix-atomen. Ondanks dat deze deeltjes klein zijn zal er toch een mate van interne spanningen ontstaan, omdat het kristalrooster wat wordt opgerekt door het vullen van de holte. Dit zorgt ervoor dat het materiaal harder wordt, omdat de roosterdefecten een extra weerstand bieden tegen afschuiving. Deze vorm van harden van een materiaal wordt vaste oplossingsversteviging genoemd.

### Voorbeelden
Voorbeelden van interstitiële defecten bij legeringen zijn:
- waterstofatomen in ijzer of palladium
- staal: ijzer met koolstofatomen